# Changement climatique
Cet article concerne le changement climatique en cours. Pour les changements du système climatique en général, voir Variabilité du climat.
Pour l'histoire du climat sur Terre jusqu'à la révolution industrielle, voir Histoire du climat.

Températures moyennes de l'air en surface de 2011 à 2020 par rapport à une moyenne de référence de 1951 à 1980.

Graphique montrant les écarts de température par rapport à la moyenne de 1850-1900 (niveau préindustriel). En rouge, l'écart dû à la fois aux activités humaines et aux facteurs naturels ; en vert, uniquement l'écart dû aux facteurs naturels.

L'énergie circule entre l'espace, l'atmosphère et la surface de la Terre. Les niveaux actuels de gaz à effet de serre provoquent un déséquilibre radiatif d'environ 0,9 W/m2.

Le changement climatique, également nommé réchauffement climatique ou plus rarement dérèglement climatique, est l'augmentation rapide de la température moyenne de la surface terrestre en cours aux XXe et XXIe siècles ainsi que, plus généralement, la modification des régimes météorologiques à grande échelle qui en résulte. L'une comme l'autre sont attribuées aux émissions de gaz à effet de serre d'origine humaine : bien qu'il y ait eu précédemment des périodes de variabilité du climat, celui en cours depuis le milieu du XXe siècle et provoqué par les activités humaines a des conséquences sans précédent sur le système climatique de la Terre.
Le dioxyde de carbone (CO2) et le méthane (CH4) représentent 90 % des émissions de gaz à effet de serre dues aux activités humaines. La combustion de combustibles fossiles comme le charbon, le pétrole et le gaz naturel pour la production d'énergie est la principale source de ces émissions, à laquelle s'ajoutent des contributions de l'agriculture, de la déforestation et de l'industrie. La cause humaine du changement climatique fait l'objet d'un consensus scientifique. L'augmentation de la température est accélérée ou tempérée par les rétroactions climatiques, telles que la perte de couverture de neige et de glace réfléchissant la lumière du soleil, l'augmentation de la vapeur d'eau (un gaz à effet de serre lui-même) et les modifications des puits de carbone terrestres et océaniques.
L'augmentation de la température sur les terres émergées est environ le double de l'augmentation moyenne mondiale et entraîne l'expansion des déserts ainsi que des vagues de chaleur et des feux de forêt plus fréquents. La hausse des températures est également amplifiée dans l'Arctique, où elle contribue à la fonte du pergélisol, au recul des glaciers et à la perte de glace de mer. Les températures plus chaudes augmentent les taux d'évaporation, ce qui provoque des tempêtes plus intenses et des conditions météorologiques extrêmes. Les conséquences sur les écosystèmes comprennent la migration ou l'extinction de nombreuses espèces à mesure que leur environnement change, en particulier dans les récifs coralliens, les montagnes et l'Arctique. Le changement climatique menace les populations d'insécurité alimentaire, de pénurie d'eau, d'inondations, de maladies infectieuses, de chaleur extrême, de pertes économiques, voire de la nécessité de migrer. Ces répercussions ont conduit l'Organisation mondiale de la santé à désigner le changement climatique comme « la plus grande menace pour la santé mondiale » au XXIe siècle.
Même si les efforts visant à minimiser le réchauffement futur aboutissaient, certains effets se poursuivront pendant des siècles, notamment l'élévation du niveau de la mer, la hausse des températures des océans et l'acidification des océans.
Nombre de ces conséquences se font déjà sentir au niveau actuel de réchauffement, qui est de plus de 1,2 °C en moyenne au niveau mondial, par rapport au niveau de 1890. Le Groupe d'experts intergouvernemental sur l'évolution du climat (GIEC) a publié une série de rapports qui prévoient une augmentation significative de ces effets quand le réchauffement mondial dépassera 1,5 °C et encore bien plus importante s'il atteint 2 °C. Un réchauffement supplémentaire augmente également le risque de déclencher des seuils critiques appelés points de basculement.
Répondre au changement climatique implique l'atténuation et l'adaptation. L'atténuation — limiter le changement climatique — consiste à réduire les émissions de gaz à effet de serre et à les éliminer de l'atmosphère ; cela suppose notamment l'élimination progressive du charbon, du pétrole et du gaz, l'amélioration de l'efficacité énergétique, le reboisement et la préservation des forêts, ainsi que le développement et le déploiement de sources d'énergie à faible émission de carbone telles que les énergies renouvelables et le nucléaire. L'adaptation consiste à s'adapter au climat réel ou prévu, par exemple par une meilleure protection du littoral, une meilleure gestion des catastrophes et le développement de cultures adaptées et plus résistantes. L'adaptation ne peut à elle seule éviter le risque d'effets « graves, étendus et irréversibles », selon le GIEC.
En vertu de l'accord de Paris sur le climat de 2015, les États signataires sont collectivement convenus de maintenir le réchauffement « bien en dessous de 2 °C » grâce aux efforts d'atténuation. Limiter le réchauffement à 1,5 °C nécessiterait de réduire de moitié les émissions d'ici 2030 et d'atteindre des émissions proches de zéro d'ici 2050.

## Terminologie
Avant les années 1980, alors qu'il n'était pas encore clair que le réchauffement dû aux gaz à effet de serre dominerait le refroidissement causé par les aérosols, les scientifiques utilisaient souvent le terme de « modification climatique involontaire » pour désigner l'effet de l'homme sur le climat.
Dans les années 1980, les termes de « réchauffement climatique » et de « changement climatique » ont été popularisés, le premier se référant uniquement à l'augmentation de la température moyenne à la surface de la Terre, tandis que le second décrit les variations du climat dues à des facteurs naturels ou humains,,. Dans ses rapports, le Groupe d'experts intergouvernemental sur l'évolution du climat (GIEC) fait cette distinction en utilisant les termes « changements climatiques » ou « changement climatique » d'une part, et « réchauffement du système climatique » ou « réchauffement planétaire » d'autre part,. Toutefois, « réchauffement climatique » et « changement climatique » sont souvent utilisés de manière interchangeable,,.
Plusieurs[évasif] scientifiques, politiciens et personnalités médiatiques ont adopté les termes « urgence climatique » ou « crise climatique » pour parler du changement climatique,.
Le terme « dérèglement climatique » est également utilisé dans les médias,,,,,.

## Hausse de température observée

Reconstruction de la température de la surface du globe au cours des 2000 dernières années à l'aide de données indirectes provenant des cernes des arbres, des coraux et des carottes de glace, en bleu. Les données d'observation directe sont en rouge.

De multiples bases de données instrumentales montrent que le système climatique se réchauffe,. La décennie 2011-2020 a été plus chaude de 0,95 à 1,2 °C que la référence préindustrielle (1850-1900). Les températures de surface augmentent d'environ 0,2 °C par décennie, l'année 2020 atteignant une température de 1,2 °C au-dessus de l'ère préindustrielle. Depuis 1950, le nombre de jours et de nuits froids a diminué, et le nombre de jours et de nuits chauds a augmenté.
Il y a eu peu de réchauffement net entre le XVIIIe siècle et le milieu du XIXe siècle. Les sources d'informations climatiques proviennent de proxys climatiques, des archives naturelles telles que les cernes des arbres, les coraux et les carottes de glace. Elles montrent que des variations naturelles ont compensé les premiers effets de la révolution industrielle,. Les enregistrements thermométriques fournissent une couverture mondiale depuis les années 1850. Les réchauffements et refroidissements historiques, tels que le réchauffement climatique de l'an mil et le petit âge glaciaire, ne se sont pas produits au même moment dans les différentes régions affectées, mais les températures ont pu atteindre des niveaux aussi élevés que ceux de la fin du XXe siècle dans un ensemble limité de régions,.
Il y a eu des épisodes préhistoriques de réchauffement climatique, tels que le maximum thermique du passage Paléocène-Éocène. Cependant, l'augmentation moderne observée de la température et des concentrations de CO2 a été si rapide que même les événements géophysiques abrupts qui ont eu lieu dans l'histoire de la Terre ne s'approchent pas des taux actuels.

Les données de la NASA montrent que les températures à la surface des terres ont augmenté plus rapidement que celles des océans.

Les preuves de réchauffement fournies par les mesures de la température de l'air sont renforcées par un large éventail d'autres observations : l'augmentation de la fréquence et de l'intensité des fortes précipitations, la fonte de la neige et de la glace terrestre, et l'augmentation de l'humidité atmosphérique,. La flore et la faune ont également un comportement compatible avec le réchauffement ; par exemple, les plantes fleurissent plus tôt au printemps. Un autre indicateur clé est le refroidissement de la haute atmosphère, qui démontre que les gaz à effet de serre piègent la chaleur près de la surface de la Terre et l'empêchent de rayonner dans l'espace,.
Le réchauffement varie selon les endroits. Les tendances sont indépendantes de l'endroit où les gaz à effet de serre sont émis, car les gaz persistent suffisamment longtemps pour se diffuser autour de la planète. Depuis la période préindustrielle, les températures terrestres moyennes mondiales ont augmenté presque deux fois plus vite que les températures de surface moyennes mondiales. Cela s'explique par la plus grande capacité thermique des océans et par le fait que les océans perdent davantage de chaleur par évaporation. Plus de 90 % du surplus d'énergie du système climatique a été stocké dans l'océan au cours des cinquante dernières années ; le reste réchauffe l'atmosphère, fait fondre la glace et réchauffe les continents,.
L'hémisphère nord et l'Arctique se sont réchauffés bien plus vite que l'hémisphère sud et l'Antarctique. L'hémisphère nord possède non seulement beaucoup plus de terres, mais aussi plus de couverture neigeuse saisonnière et de banquise, en raison de la manière dont les masses terrestres sont disposées autour de l'océan Arctique. Comme ces surfaces passent de la réflexion d'une grande quantité de lumière à l'obscurité après la fonte de la glace, elles commencent à absorber plus de chaleur. Les dépôts localisés de carbone noir sur la neige et la glace contribuent également au réchauffement de l'Arctique. Les températures de l'Arctique ont augmenté et devraient continuer à augmenter au cours du XXIe siècle à un rythme plus de deux fois supérieur à celui du reste du monde. La fonte des glaciers et des couches de glace dans l'Arctique perturbe la circulation océanique, affaiblissant notamment le Gulf Stream, ce qui modifie davantage le climat. La fonte des glaces arctiques semble aussi perturber le courant-jet de l'hémisphère nord.
Le rapport annuel 2024 de Copernicus constate que 2023 a été l'année la plus chaude (avec 2020) jamais enregistrée en Europe, le continent qui se réchauffe le plus vite (+ 2,6 °C par rapport à l'ère préindustrielle).
En juin 2025, une étude réalisée par une soixantaine de climatologues de renom en provenance de 17 pays, dont de nombreux auteurs du GIEC, constate que la température planétaire moyenne sur la période 2015-2024 a dépassé de 1,24 °C son niveau de l'ère préindustrielle (1850-1900), dont 1,22 °C dû aux activités humaines, et que « le dépassement du seuil de 1,5 °C est désormais inéluctable »,.

## Facteurs de l'augmentation récente de la température

Facteurs contribuant au changement climatique de la période 1850-1900 à la moyenne de 2010-2019, tels que rapportés dans le sixième rapport d'évaluation du GIEC. Tous les facteurs énumérés sont d'origine humaine, le GIEC n'ayant constaté aucune contribution significative de la variabilité interne ou des facteurs solaires et volcaniques.

Le système climatique connaît de lui-même des cycles qui peuvent durer des années (comme l'El Niño – Oscillation australe), des décennies, voire des siècles,. Les autres changements sont causés par un déséquilibre d'énergie externe au système climatique, mais pas toujours externe à la Terre. Parmi les exemples de forçages externes figurent les changements de composition de l'atmosphère (par exemple, l'augmentation des concentrations de gaz à effet de serre), la luminosité solaire, les éruptions volcaniques et la variation de l’orbite de la Terre autour du Soleil.
Pour déterminer la contribution humaine au changement climatique, il faut exclure la variabilité climatique interne connue et les forçages externes naturels. Une approche clé consiste à déterminer des « empreintes » uniques pour toutes les causes potentielles, puis à comparer ces empreintes avec les modèles de changement climatique observés,. Par exemple, le forçage solaire peut être exclu en tant que cause majeure car son empreinte concerne le réchauffement de l'ensemble de l'atmosphère, et seule la basse atmosphère s'est réchauffée ; un tel changement est attendu de l'augmentation des gaz à effet de serre, qui piègent l'énergie thermique rayonnant de la surface. L'attribution du réchauffement climatique actuel montre que le principal facteur est l'augmentation des gaz à effet de serre, mais que les aérosols jouent également un rôle important.

### Gaz à effet de serre

La concentration de atmosphérique au cours des 800000 dernières années, mesurée à partir de carottes de glace (bleu/vert) et directement (noir).

La Terre absorbe de l'énergie solaire, ce qui la réchauffe, et elle émet cette chaleur sous forme de rayonnement thermique, principalement infrarouge. Les gaz à effet de serre présents dans l'atmosphère absorbent et réémettent le rayonnement infrarouge, ce qui ralentit la vitesse à laquelle il peut traverser l'atmosphère et s'échapper dans l'espace. Avant la révolution industrielle, les quantités de gaz à effet de serre présentes à l'état naturel faisaient que l'air près de la surface était environ 33 °C plus chaud qu'il ne l'aurait été en leur absence,. Si les principaux contributeurs à l'effet de serre sont la vapeur d'eau (environ 50 %) et les nuages (environ 25 %), ils sont considérés comme des rétroactions car ils varient en fonction de la température. En revanche, la concentration de gaz tels que le CO2 (contribuant à l'effet de serre pour environ 20 %), l'ozone troposphérique,, les chlorofluorocarbures et le protoxyde d'azote est considérée comme du forçage externe car elle ne dépend pas de la température,.
L'activité humaine depuis la révolution industrielle — principalement l'extraction et la combustion de combustibles fossiles (charbon, pétrole et gaz naturel) — a augmenté la quantité de gaz à effet de serre dans l'atmosphère, entraînant un déséquilibre radiatif. En 2019, les taux de CO2 et de méthane dans l'atmosphère ont augmenté respectivement d'environ 48 % et 160 % depuis 1750. La concentration de CO2 est beaucoup plus élevée qu'au cours des 2 000 000 dernières années. Les concentrations de méthane sont bien plus élevées qu'elles ne l'étaient au cours des 800 000 dernières années.

Le Global Carbon Project montre que l'augmentation de depuis 1880 a été causée par différentes sources qui se sont ajoutées successivement.

En 2018, les émissions mondiales de gaz à effet de serre d'origine anthropique, à l'exclusion de celles liées au changement d'affectation des terres, équivalent à 52 milliards de tonnes de CO2. Parmi ces émissions, 72 % sont du CO2, 19 % du méthane, 6 % du protoxyde d'azote et 3 % des gaz fluorés. Les émissions de CO2 proviennent principalement de la combustion de combustibles fossiles pour fournir de l'énergie pour le transport, l'industrie, le chauffage des bâtiments et ainsi que la production d'électricité. Le reste des émissions de CO2 provient de la déforestation et des industries, comprenant le CO2 libéré par les réactions chimiques pour la fabrication du ciment, de l’acier, de l'aluminium et des engrais,,,,,. Les émissions de méthane proviennent du bétail, du fumier, de la culture du riz, des décharges, des eaux usées, de l'extraction du charbon, ainsi que de l'extraction du pétrole et du gaz naturel,,. Les émissions de protoxyde d'azote proviennent en grande partie de la décomposition microbienne des engrais inorganiques et organiques,,,,,. Du point de vue de la production, les principales sources d'émissions de gaz à effet de serre dans le monde sont estimées comme suit : électricité et chauffage (25 %), agriculture et sylviculture (24 %), industrie et fabrication (21 %), transport (14 %) et bâtiment (6 %).
Malgré la contribution de la déforestation aux émissions de gaz à effet de serre, la surface émergée de la Terre, en particulier ses forêts, reste un puits de carbone important pour le CO2. Les processus naturels, tels que la fixation du carbone dans le sol et la photosynthèse, font plus que compenser la contribution de la déforestation aux gaz à effet de serre. Il est estimé que les puits de carbone à la surface terrestre éliminent environ 29 % des émissions mondiales annuelles de CO2. L'océan constitue également un puits de carbone important grâce à un processus en deux étapes. Tout d'abord, le CO2 se dissout dans les eaux de surface. Ensuite, la circulation thermohaline le distribue dans les profondeurs de l'océan, où il s'accumule au fil du temps dans le cadre du cycle du carbone. Au cours des deux dernières décennies, les océans du monde ont absorbé 20 à 30 % des émissions de CO2.

### Aérosols et nuages
La pollution atmosphérique, sous forme d'aérosols, n'affecte pas seulement la santé, mais également le climat à grande échelle,,. De 1961 à 1990, une réduction progressive de la quantité de lumière solaire atteignant la surface de la Terre a été observée. Ce phénomène est connu sous le nom d'« assombrissement global », et il est généralement attribué aux aérosols provenant de la combustion de biocarburants et de combustibles fossiles,. Les précipitations éliminent les aérosols, donnant aux aérosols troposphériques une durée de vie atmosphérique d'environ une semaine, tandis que les aérosols stratosphériques peuvent persister pendant quelques années. À l'échelle mondiale, les émanations d'aérosols ont diminué depuis 1990, ce qui signifie qu'ils ne masquent plus autant le réchauffement dû aux gaz à effet de serre,,.
En plus de leurs effets directs (diffusion et absorption du rayonnement solaire), les aérosols ont des effets indirects sur le bilan radiatif de la Terre. Les aérosols de sulfate agissent comme noyaux de condensation pour certains nuages et conduisent ainsi à des nuages dont les gouttelettes sont plus nombreuses et plus petites. Ces nuages réfléchissent ainsi plus efficacement le rayonnement solaire que la normale. Cet effet entraîne également une plus grande uniformité de la taille des gouttelettes, ce qui réduit la croissance des gouttes de pluie et rend les nuages plus réfléchissants pour la lumière solaire entrante. Les effets indirects des aérosols constituent la plus grande incertitude en matière de forçage radiatif.
Alors que les aérosols limitent généralement le réchauffement climatique en réfléchissant la lumière du soleil, le carbone noir contenu dans la suie peut contribuer au réchauffement climatique s'il tombe sur de la neige ou de la glace. Il augmente leur taux d'absorption de la lumière solaire et accélère ainsi leur fonte,. Limiter les nouveaux dépôts de carbone noir dans l'Arctique pourrait réduire le réchauffement climatique de 0,2 °C d'ici 2050.

### Modifications de la surface terrestre

Le taux de perte de la couverture arborée mondiale a approximativement doublé depuis 2001, pour atteindre une perte annuelle équivalente à la taille de l'Italie,.

L'homme modifie la surface de la Terre principalement pour créer davantage de terres agricoles. Aujourd'hui, l'agriculture occupe 34 % de la surface terrestre, tandis que 26 % sont des forêts et 30 % sont inhabitables (glaciers, déserts, etc.). La quantité de terres boisées continue de diminuer, en grande partie à cause de la conversion en terres cultivables dans les tropiques. Cette déforestation est l'aspect le plus significatif de la modification de la surface terrestre qui affecte le réchauffement de la planète. Les principales causes de la déforestation sont les suivantes : changement permanent d'affectation des terres de la forêt vers des terres agricoles pour l'élevage bovin et la production d'huile de palme (27 %), exploitation forestière pour des produits forestiers (26 %), culture itinérante à court terme (24 %) et incendies de forêt (23 %).
En plus d'influer sur les concentrations de gaz à effet de serre, les changements d'affectation des sols ont une incidence sur le réchauffement climatique par le biais de divers autres mécanismes chimiques et physiques. Le changement du type de végétation dans une région affecte la température locale, en modifiant la quantité de lumière solaire réfléchie dans l'espace (albédo) et la quantité de chaleur perdue par évaporation. Par exemple, le passage d'une forêt sombre à une prairie rend la surface plus claire, ce qui lui permet de réfléchir davantage la lumière du soleil. La déforestation peut également contribuer au changement des températures en affectant la libération d'aérosols et d'autres composés chimiques qui influencent les nuages, et en modifiant la configuration des vents. Dans les zones tropicales et tempérées, l'effet net est de produire un réchauffement significatif, tandis qu'aux latitudes plus proches des pôles, un gain d'albédo (la forêt étant remplacée par une couverture neigeuse) entraîne un effet de refroidissement global. À l'échelle mondiale, il est estimé que ces effets ont entraîné un léger refroidissement, dominé par une augmentation de l'albédo de surface.

### Activité solaire et volcanique
Les modèles climatiques physiques sont incapables de reproduire le réchauffement rapide observé au cours des dernières décennies lorsqu'ils ne prennent en compte que les variations de la production solaire et de l'activité volcanique,. Le Soleil étant la principale source d'énergie de la Terre, les changements de la lumière solaire entrante affectent directement le système climatique. L'irradiance solaire a été mesurée directement par des satellites et des mesures indirectes sont disponibles depuis le début des années 1600. Il n'y a pas eu de tendance à la hausse de la quantité d'énergie solaire atteignant la Terre. D'autres preuves que les gaz à effet de serre sont à l'origine du récent changement climatique proviennent de mesures montrant le réchauffement de la basse atmosphère (la troposphère), associé au refroidissement de la haute atmosphère (la stratosphère). Si les variations solaires étaient responsables du réchauffement observé, on s'attendrait à un réchauffement de la troposphère et de la stratosphère, mais ce n'est pas le cas.
Les éruptions volcaniques explosives représentent le plus grand forçage naturel de l'ère industrielle. Lorsque l'éruption est suffisamment forte (le dioxyde de soufre atteignant la stratosphère), la lumière du soleil peut être partiellement bloquée pendant quelques années, le signal de température dure environ deux fois plus longtemps. Au cours de l'ère industrielle, l'activité volcanique a eu des effets négligeables sur les tendances de la température globale. Actuellement, les émissions de CO2 volcaniques sont équivalentes à moins de 1 % des émissions de CO2 anthropiques.

### Rétroaction climatique

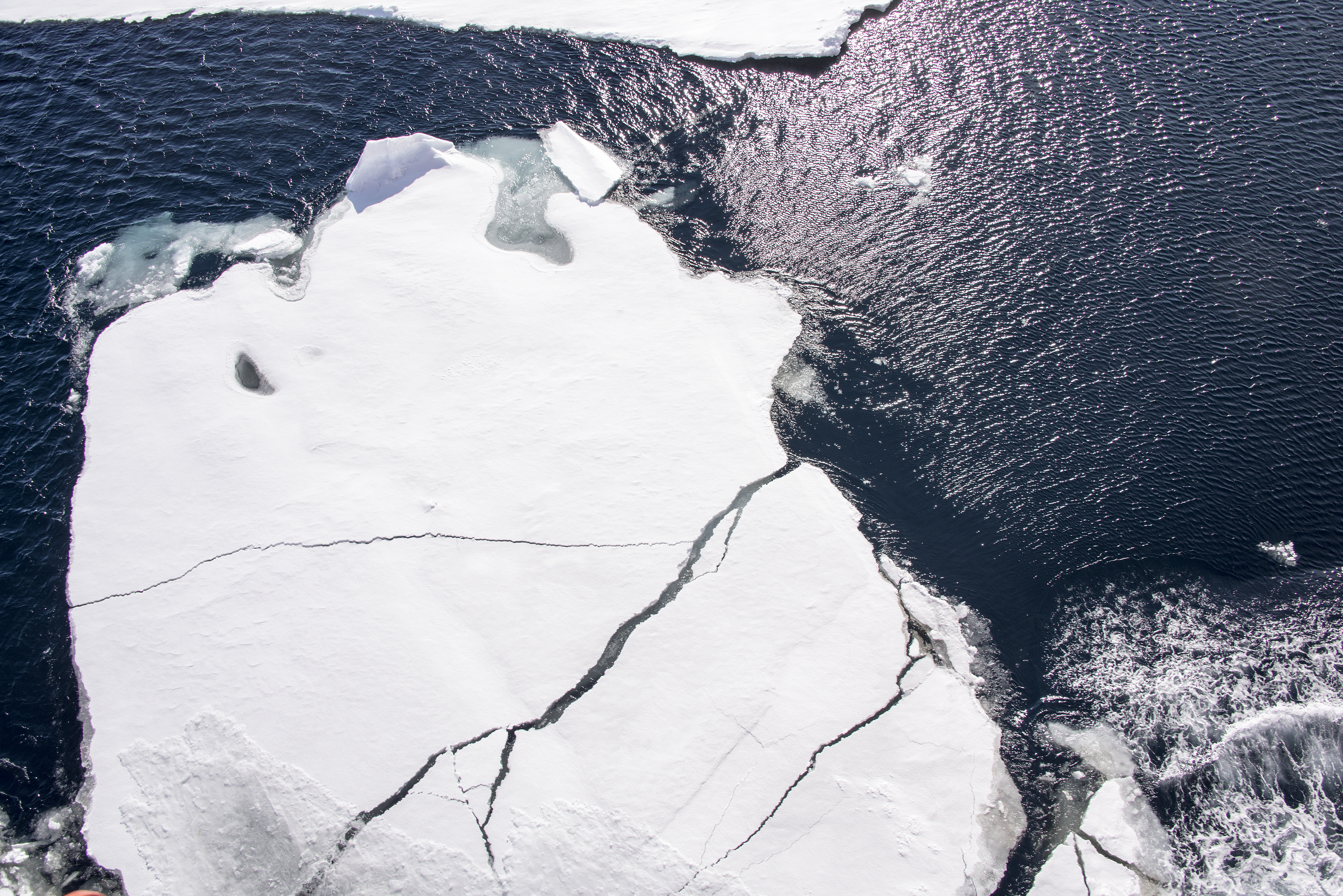
La glace de mer reflète 50 à 70 % du rayonnement solaire entrant, alors que la surface sombre de l'océan n'en reflète que 6 %. La fonte de la glace de mer est donc une rétroaction qui se renforce d'elle-même.

La réponse du système climatique à un forçage initial est modifiée par des rétroactions : elle est augmentée par des rétroactions d'auto-renforcement et réduite par des rétroactions d'équilibrage. Les principales rétroactions de renforcement sont la rétroaction de la vapeur d'eau, la rétroaction glace-albédo, le relargage du méthane de l'Arctique et probablement l'effet net des nuages. La principale rétroaction d'équilibrage du changement de température globale est le refroidissement radiatif vers l'espace sous forme de rayonnement infrarouge en réponse à l'augmentation de la température de surface. L'incertitude sur les rétroactions est la principale raison pour laquelle les différents modèles climatiques prévoient différentes magnitudes de réchauffement pour une quantité donnée d'émissions.
Lorsque l'air se réchauffe, il peut retenir davantage d'humidité. Après un réchauffement initial dû aux émissions de gaz à effet de serre, l'atmosphère retiendra davantage d'eau. Comme la vapeur d'eau est un puissant gaz à effet de serre, cela réchauffe encore plus l'atmosphère. Si la couverture nuageuse augmente, davantage de lumière solaire sera réfléchie dans l'espace, ce qui refroidira la planète. Si les nuages deviennent plus hauts et plus fins, ils agissent comme un isolant, renvoyant la chaleur du dessous vers le bas et réchauffant la planète. Dans l'ensemble, la rétroaction nette des nuages au cours de l'ère industrielle a probablement contribué à l'augmentation de la température. La réduction de la couverture neigeuse et de la glace de mer dans l'Arctique réduit l'albédo de la surface de la Terre. Une plus grande partie de l'énergie du Soleil est maintenant absorbée dans ces régions, contribuant à l'amplification des changements de température dans l'Arctique. L'amplification de l'Arctique fait également fondre le pergélisol, ce qui libère du méthane et du CO2 dans l'atmosphère.
Environ la moitié des émissions de CO2 dues à l'homme ont été absorbées par les plantes terrestres et par les océans. Sur terre, l'élévation du CO2 et l'allongement de la saison de croissance ont stimulé la croissance des plantes. Le changement climatique accroît les sécheresses et les vagues de chaleur qui inhibent la croissance des plantes, de sorte qu'il n'est pas certain que ce puits de carbone continue de croître à l'avenir. Les sols contiennent de grandes quantités de carbone et peuvent en libérer lorsqu'ils se réchauffent. À mesure que davantage de CO2 et de chaleur sont absorbés par l'océan, celui-ci s'acidifie, sa circulation change et le phytoplancton absorbe moins de carbone, ce qui diminue le taux d'absorption du carbone atmosphérique par l'océan. Le changement climatique peut accroître les émissions de méthane provenant des zones humides, des systèmes marins et d'eau douce et du pergélisol.

## Réchauffement futur et budget carbone

Projection des changements de température à la surface du globe par rapport à 1850-1900, sur la base des changements moyens multi-modèles du PIMC6.

Le réchauffement futur dépend de la force des réactions climatiques et des émissions de gaz à effet de serre. Les réactions climatiques sont souvent estimées à l'aide de divers modèles climatiques, développés par de multiples institutions scientifiques. Un modèle climatique est une représentation des processus physiques, chimiques et biologiques qui affectent le système climatique. Les modèles incluent les changements de l'orbite de la Terre, les changements historiques de l'activité du Soleil et les forçages volcaniques. Les modèles informatiques tentent de reproduire et de prévoir la circulation des océans, le cycle annuel des saisons et les flux de carbone entre la surface terrestre et l'atmosphère. Les modèles prévoient des augmentations de température futures différentes pour des émissions données de gaz à effet de serre ; ils ne sont pas non plus tout à fait d'accord sur la force des différentes réactions de la sensibilité du climat et l'ampleur de l'inertie du système climatique.
Le réalisme physique des modèles est testé en examinant leur capacité à simuler les climats contemporains ou passés. Les modèles passés ont sous-estimé le taux de rétrécissement de l'Arctique (en), et le taux d'augmentation des précipitations. L'élévation du niveau de la mer depuis 1990 a été sous-estimée dans les anciens modèles, mais les modèles plus récents concordent bien avec les observations,. L'évaluation nationale du climat publiée par les États-Unis en 2017 note que « les modèles climatiques peuvent encore sous-estimer ou manquer des processus de réaction pertinents ».
Divers scénarios Representative Concentration Pathway (RCP) peuvent être utilisées comme entrée pour les modèles climatiques : « un scénario strict d’atténuation (RCP2,6), deux scénarios intermédiaires (RCP4,5 et RCP6,0) et un scénario prévoyant des émissions [de gaz à effet de serre] très élevées (RCP8,5) ». Les RCP ne prennent en compte que les concentrations de gaz à effet de serre et n'incluent donc pas la réponse du cycle du carbone. Les projections des modèles climatiques résumées dans le cinquième rapport d'évaluation du GIEC indiquent qu'au cours du 21e siècle, la température à la surface du globe devrait encore augmenter de 0,3 à 1,7 °C dans un scénario modéré, ou de 2,6 à 4,8 °C dans un scénario extrême, en fonction des futures émissions de gaz à effet de serre et de la réaction climatique.

Quatre scénarios possibles de concentration future, comprenant le et les gaz équivalents.

Un sous-ensemble de modèles climatiques ajoute des facteurs sociétaux à un modèle climatique physique simple. Ces modèles simulent la façon dont la population, la croissance économique et la consommation d'énergie affectent le climat physique et interagissent avec lui. Grâce à ces informations, ces modèles peuvent produire des scénarios sur la façon dont les émissions de gaz à effet de serre peuvent varier à l'avenir. Ces résultats sont ensuite utilisés comme données d'entrée pour les modèles climatiques physiques afin de générer des projections de changement climatique. Dans certains scénarios, les émissions continuent d'augmenter au cours du siècle, tandis que dans d'autres, elles diminuent,. Les ressources en combustibles fossiles sont trop abondantes pour que l'on puisse compter sur une pénurie pour limiter les émissions de carbone au 21e siècle. Les scénarios d'émissions peuvent être combinés avec la modélisation du cycle du carbone pour prédire comment les concentrations atmosphériques de gaz à effet de serre pourraient évoluer à l'avenir. Selon ces modèles combinés, d'ici 2100, la concentration atmosphérique de CO2 pourrait être de 380 comme de 1 400 ppm, selon le scénario socio-économique et le scénario d'atténuation,.
Le budget restant pour les émissions de carbone est déterminé par la modélisation du cycle du carbone et de la sensibilité du climat face aux gaz à effet de serre. Selon le GIEC, le réchauffement de la planète peut être maintenu en dessous de 1,5 °C si les émissions après 2018 ne dépassent pas 420 ou 570 gigatonnes de CO2, dépendant de la définition exacte de la température mondiale. Cette quantité correspond à 10 à 13 ans d'émissions actuelles. De grandes incertitudes pèsent sur le budget carbone ; par exemple, il pourrait être inférieur de 100 gigatonnes de CO2 en raison de la libération de méthane par le pergélisol et les zones humides.
Le premier volet du sixième rapport d'évaluation du GIEC précise qu'en conséquence de l'élévation des températures mondiales, les phénomènes « de l’acidification et de la désoxygénation des océans, de la fonte des glaciers de montagne, du Groenland et peut-être de l’Antarctique » vont continuer,.

## Conséquences

### Environnemental

Le sixième rapport d'évaluation du GIEC prévoit des changements dans l'humidité moyenne du sol qui peuvent perturber l'agriculture et les écosystèmes. Une réduction de l'humidité du sol d'un écart type signifie que l'humidité moyenne du sol correspondra approximativement à la neuvième année la plus sèche entre 1850 et 1900 à cet endroit.

Reconstitution historique du niveau de la mer et projections jusqu'en 2100 publiées en 2017 par l'U.S. Global Change Research Program.

Les effets environnementaux du changement climatique sont vastes et profonds, et touchent les océans, la glace et les conditions météorologiques. Les changements peuvent se produire progressivement ou rapidement. Les preuves de ces effets proviennent de l'étude du changement climatique dans le passé, de la modélisation et des observations modernes,. Depuis les années 1950, des sécheresses et des canicules sont apparues simultanément avec une fréquence croissante,. Les événements extrêmement humides ou secs au cours de la période de mousson ont augmenté en Inde et en Asie de l'Est. Les précipitations maximales et la vitesse du vent des ouragans et des typhons sont probablement en augmentation.
Le niveau mondial de la mer s'élève en raison de la fonte des glaciers, de la fonte des calottes glaciaires du Groenland et de l'Antarctique, et de l'expansion thermique. Entre 1993 et 2017, le niveau de la mer a augmenté au fil du temps, avec une moyenne de 3,1 ± 0,3 mm/an. Au cours du XXIe siècle, le GIEC prévoit que dans un scénario d'émissions très élevées, le niveau de la mer pourrait s'élever de 61 à 110 cm. L'augmentation de la température des océans fragilise et menace de libérer les glaciers de l'Antarctique, ce qui risque d'entraîner une fonte importante de la calotte glaciaire et rend possible une élévation du niveau de la mer de deux mètres d'ici 2100 en cas d'émissions élevées.
Le changement climatique a entraîné des décennies de rétrécissement et d'amincissement de la glace de mer arctique (en), ce qui la rend vulnérable aux anomalies atmosphériques. Alors que les étés sans glace devraient être rares à un niveau de réchauffement de 1,5 °C, ils devraient se produire une fois tous les trois à dix ans à un niveau de réchauffement de 2,0 °C. Les concentrations atmosphériques plus élevées de CO2 atmosphérique ont entraîné des changements dans la chimie des océans. Une augmentation du CO2 dissous entraîne l'acidification des océans. En outre, les niveaux d'oxygène diminuent car l'oxygène est moins soluble dans l'eau plus chaude, les zones mortes s'étendant en raison de la prolifération d'algues stimulée par des températures et des niveaux de CO2 plus élevés, par la désoxygénation des océans et par l'eutrophisation,.
Plus le réchauffement de la planète est important, plus le risque de franchir des points de basculement augmente,. L'effondrement des calottes glaciaires de l'Antarctique occidental et du Groenland en est un exemple. Une augmentation de la température de 1,5 à 2,0 °C pourrait entraîner la fonte des calottes glaciaires, bien que l'échelle de temps de la fonte soit incertaine et dépende du réchauffement futur,. Certains changements à grande échelle pourraient se produire sur une courte période, comme l'arrêt de la circulation thermohaline, qui déclencherait des changements climatiques majeurs dans l'Atlantique Nord, en Europe et en Amérique du Nord.
Les effets à long terme du changement climatique comprennent la poursuite de la fonte des glaces, le réchauffement des océans, l'élévation du niveau de la mer et l'acidification des océans. À l'échelle des siècles ou des millénaires, l'ampleur du changement climatique sera principalement déterminée par les émissions anthropiques de CO2. Cela est dû à la longue durée de vie du CO2 dans l'atmosphère,. L'absorption du CO2 par les océans est suffisamment lente pour que l'acidification des océans se poursuive pendant des centaines ou des milliers d'années. On estime que ces émissions ont prolongé la période interglaciaire actuelle d'au moins 100 000 ans. L'élévation du niveau de la mer se poursuivra pendant de nombreux siècles, avec une augmentation estimée à 2,3 mètres par degré Celsius après 2 000 ans,.
Les écosystèmes côtiers subissent un stress particulier, près de la moitié des zones humides ayant disparu en raison du changement climatique et d'autres perturbations humaines.

### Faune et flore
Le réchauffement récent a poussé de nombreuses espèces terrestres et d'eau douce vers les pôles et vers des altitudes plus élevées. L'augmentation du taux de CO2 dans l'atmosphère et l'allongement de la période de végétation ont entraîné un verdissement de la planète, tandis que les vagues de chaleur et la sécheresse ont réduit la productivité des écosystèmes dans certaines régions. L'équilibre futur de ces effets opposés n'est pas clair. Le réchauffement climatique a contribué à l'expansion des zones climatiques plus sèches, comme l'expansion des déserts dans les régions subtropicales,. L'ampleur et la vitesse du réchauffement climatique rendent plus probables les changements abrupts dans les écosystèmes. Globalement, on s'attend à ce que le changement climatique entraîne l'extinction de nombreuses espèces. Le réchauffement climatique, qui est une des causes de la perte de biodiversité, bouleverse aussi la migration des espèces. La défaunation (en) des insectes, des oiseaux et des mammifères réduit la capacité des plantes à suivre le changement climatique de 60 % à l'échelle mondiale, du fait de baisse de la pollinisation et de la zoochorie, qui sont les modes principaux de dissémination des graines ou des diaspores des végétaux,.
Les océans se sont réchauffés plus lentement que la terre, mais les plantes et les animaux de l'océan ont migré vers les pôles plus froids plus rapidement que les espèces terrestres,. Tout comme sur la terre, les vagues de chaleur dans l'océan sont plus fréquentes en raison du changement climatique, avec des effets néfastes sur un large éventail d'organismes tels que les coraux, les Laminariales et les oiseaux de mer. L'acidification des océans (autre limite planétaire) a un impact sur les organismes qui produisent des coquilles et des squelettes, tels que les moules et les balanes, ainsi que sur les récifs coralliens ; ces derniers ont connu un blanchiment important après des vagues de chaleur. L'efflorescence d'algues nuisibles favorisée par le changement climatique et l'eutrophisation provoque l'anoxie, la perturbation des réseaux alimentaires et la mortalité massive à grande échelle de la vie marine.
En 2023, une étude portant sur un million de kilomètres de ligne d’arbres dans 243 régions montagneuses conclut que, sous l'influence du réchauffement climatique, les forêts poussent plus haut dans les montagnes de 1,2 mètre par an en moyenne.

### Humain
Les effets du changement climatique sur l'homme, principalement dus au réchauffement et à la modification des précipitations, ont été détectés dans le monde entier. Les effets régionaux du changement climatique sont désormais observables sur tous les continents et dans toutes les régions océaniques, les régions moins développées et de faible latitude étant les plus exposées. La production continue de gaz à effet de serre entraînera un réchauffement supplémentaire et des modifications durables du système climatique, qui auront des effets potentiellement « graves, généralisés et irréversibles » pour les populations et les écosystèmes. Les risques liés au changement climatique sont inégalement répartis, mais sont généralement plus importants pour les personnes défavorisées des pays en développement et des pays développés.
En 2023, l'Organisation des Nations unies (ONU) alerte sur des risques peu évoqués, comme l'épuisement des eaux souterraines ou l'effet de l'augmentation des catastrophes naturelles sur les systèmes d'assurances,. Une étude de 2023 de l'Institut national des sciences de l'Univers indique qu'en 2100 le changement climatique sera à l'origine de modifications du niveau des nappes phréatiques qui pourraient affecter 31 % à 43 % de la population mondiale. Par ailleurs, selon un expert de la Caisse centrale de réassurance, le coût de l'assurance contre les aléas climatiques pourrait doubler sur les trente prochaines années, par rapport aux trente dernières années.

#### Effets sur la santé
Les effets sur la santé comprennent à la fois les effets directs des conditions météorologiques extrêmes, qui entraînent des blessures et des pertes de vie, et les effets indirects, tels que la malnutrition provoquée par les mauvaises récoltes,,. Diverses maladies infectieuses se transmettent plus facilement dans un climat plus chaud, comme la dengue, qui affecte le plus gravement les enfants, et le paludisme. Les jeunes enfants sont les plus vulnérables aux pénuries alimentaires et, avec les personnes âgées, aux chaleurs extrêmes. L'Organisation mondiale de la santé (OMS) a estimé qu'entre 2030 et 2050, le changement climatique devrait provoquer environ 250 000 décès supplémentaires par an dus à l'exposition à la chaleur des personnes âgées, à l'augmentation des maladies diarrhéiques, du paludisme, de la dengue, des inondations côtières et de la dénutrition infantile. Plus de 500 000 décès supplémentaires d'adultes sont prévus chaque année d'ici à 2050 en raison de la réduction de la disponibilité et de la qualité des aliments,. D'autres risques sanitaires majeurs associés au changement climatique concernent la qualité de l'air et de l'eau,. L'OMS a classé les conséquences humaines du changement climatique comme la plus grande menace pour la santé mondiale au XXIe siècle.
Pendant les vagues de chaleur, les répercussions cliniques sont principalement d’ordre cardiovasculaire, qui consiste en une augmentation jusqu’à 40 % des accidents vasculaires cérébraux, des cardiopathies ischémiques aiguës et des arrêts cardiaques. Les épisodes d’insuffisance rénale aiguë, de déséquilibres électrolytiques et de calculs rénaux augmentent également. Selon une étude scientifique publiée en 2021 dans la revue Nature Climate Change, 37 % des décès dans le monde dus aux vagues de chaleur chaque année sont attribuables au réchauffement climatique, soit un bilan de 100 000 décès par an. Cette proportion s'élève au-dessus de 40 % dans des pays comme le Mexique, l’Afrique du Sud, la Thaïlande ou le Chili, et dépasse 60 % au Brésil, aux Philippines, au Koweït ou au Guatemala. Selon une étude du chercheur Daniel Bressler, l'émission de 4 434 tonnes de carbone (soit l'équivalent des émissions totales de 3,5 Américains durant leur vie) entraînerait le décès additionnel d'une personne d'ici la fin du XXIe siècle, selon le scénario d'un réchauffement de 4,1 °C au-dessus des niveaux pré-industriels,. Il estime que « d'ici la fin du siècle, le changement climatique entraînera la mort de 4,6 millions de personnes par an, soit plus que la pollution (3,4 millions) et pratiquement autant que l’obésité (4,7 millions) » — pour un total de 83 millions de morts. L'essentiel de ces morts concernerait des régions les plus chaudes et les plus pauvres, à savoir l'Afrique, le Moyen-Orient et l'Asie du Sud.
De nombreuses études scientifiques montrent que la pollution chimique et le réchauffement climatique affectent les femmes de manière disproportionnée, sur les plans social comme biologique. Les populations précaires, parmi lesquelles les femmes sont surreprésentées, subissent les impacts sociaux les plus graves. De plus, certaines expositions domestiques et professionnelles aux polluants sont spécifiques au sexe, affectant souvent davantage les femmes que les hommes. Enfin, bien que les données genrées en santé environnementale soient rares, il existe des vulnérabilités physiologiques liées au sexe, notamment dans le métabolisme des polluants et la capacité d'adaptation à la chaleur.

#### Moyens de subsistance
Le changement climatique affecte la sécurité alimentaire et a entraîné une réduction des rendements moyens mondiaux de maïs, de blé et de soja entre 1981 et 2010. Le réchauffement futur pourrait réduire davantage les rendements mondiaux des principales cultures,. La production agricole sera probablement affectée négativement dans les pays à faible latitude, tandis que les effets aux latitudes nord peuvent être positifs ou négatifs. Jusqu'à 183 millions de personnes supplémentaires dans le monde, en particulier les personnes à faible revenu, risquent de souffrir de la faim en raison de ces effets. Les effets du réchauffement sur les océans se répercutent sur les stocks de poissons, avec un déclin mondial du potentiel maximal de capture. Seuls les stocks polaires présentent un potentiel accru. Les régions qui dépendent de l'eau des glaciers, les régions déjà sèches et les petites îles courent un risque accru de stress hydrique en raison du changement climatique,.
Les dommages économiques dus au changement climatique ont été sous-estimés et pourraient être graves, la probabilité d'événements désastreux n'étant pas négligeable,. Le changement climatique a probablement déjà accru les inégalités économiques mondiales et devrait continuer à le faire,,. La plupart des répercussions graves sont attendues en Afrique subsaharienne et en Asie du Sud-Est, où la pauvreté est déjà très forte. La Banque mondiale estime que le changement climatique pourrait plonger plus de 120 millions de personnes dans la pauvreté d'ici 2030. Il a été observé que les inégalités actuelles entre les hommes et les femmes, entre les riches et les pauvres et entre les différentes ethnies s'aggravaient en raison de la variabilité et du changement climatiques. Une consultation d'experts a conclu que le rôle du changement climatique dans les conflits armés était faible par rapport à des facteurs tels que les inégalités socio-économiques et les ressources des États, mais que le réchauffement futur entraînera des risques accrus.
Les îles de faible altitude et les communautés côtières sont menacées par les dangers posés par l'élévation du niveau de la mer, tels que les inondations et les submersions permanentes. Cela pourrait conduire à l'apatridie pour les populations des nations insulaires, telles que les Maldives et Tuvalu. Dans certaines régions, l'élévation de la température et de l'humidité pourrait être trop importante pour que les humains puissent s'y adapter. Dans le pire des cas, les modèles prévoient que près d'un tiers de l'humanité pourrait vivre dans des climats extrêmement chauds et inhabitables, semblables au climat actuel que l'on trouve principalement dans le Sahara. Ces facteurs, auxquels s'ajoutent des conditions météorologiques extrêmes, peuvent entraîner des migrations environnementales, tant à l'intérieur des pays qu'entre eux. On s'attend à ce que les déplacements de population augmentent en raison de la fréquence accrue des conditions météorologiques extrêmes, de l'élévation du niveau de la mer et des conflits découlant d'une concurrence accrue pour les ressources naturelles. Le changement climatique peut également accroître les vulnérabilités, conduisant à des populations piégées dans certaines régions qui ne sont pas en mesure de se déplacer en raison d'un manque de ressources,.

## Émetteurs
Selon un rapport de l'organisation non gouvernementale britannique Oxfam publié en décembre 2015, en considérant les émissions polluantes engendrées par les biens consommés (prenant en compte les importations), et non celles liées à la fabrication, plus de 50 % des émissions de CO2 sont produites par 10 % des personnes les plus riches dans le monde ; en revanche, la moitié la moins riche de l'humanité ne produit que 10 % des rejets polluants,. Une personne qui fait partie des 1 % les plus riches au monde « génère en moyenne 175 fois plus de CO2 qu'une personne se situant dans les 10 % les plus pauvres ». Les plus favorisés aggravent ainsi le réchauffement climatique dont les plus pauvres subissent les conséquences les plus dramatiques.
Selon une étude publiée en novembre 2015 par les économistes Lucas Chancel et Thomas Piketty, un habitant de l'Amérique du Nord « émet en moyenne 22,5 tonnes d'équivalent CO2 par an, quand ce chiffre est de 2,2 pour un Africain ». Selon le Hot or Cool Institute, en 2021, un Canadien émet en moyenne 14,2 tonnes de CO2 par an, et un Britannique, 8,5 tonnes par an.
Dario Kenner, auteur de Carbon Inequality : The Role of the Richest in Climate Change (« Le Rôle des plus riches dans le réchauffement climatique »), a forgé l'expression « élite des pollueurs » pour désigner les personnes les plus favorisées dont le mode de consommation entraîne un niveau élevé d'émissions polluantes. Un autre problème est lié au fait que ces personnes riches définissent les normes sociales et que leur mode de vie apparaît à beaucoup comme un modèle à imiter. Les voyages en avion constituent un exemple de ces comportement, dans la mesure où 90 % de la population mondiale n'a jamais pris l'avion ; 1 % de l'humanité produit la moitié des émissions de CO2 provoquées par les transports aériens. Les voitures et les grandes maisons, plus gourmandes en énergie, sont d'autres exemples de biens souvent convoités mais ayant un impact négatif sur le climat.
La Commission européenne reconnaît en 2023 que le CO2 produit par les hommes est la principale cause du réchauffement climatique et qu'« en 2020, sa concentration dans l’atmosphère était de 48 % au-dessus de son niveau préindustriel (avant 1750) »,.

## Réponses: atténuation et adaptation

### Atténuation

Scénarios d'émissions mondiales de gaz à effet de serre. Si tous les pays atteignent leurs engagements actuels dans le cadre de l'Accord de Paris, le réchauffement moyen d'ici 2100 dépasserait encore largement l'objectif maximal de fixé par l'Accord.

Il est possible d'atténuer les effets du changement climatique en réduisant les émissions de gaz à effet de serre et en renforçant les puits de carbone qui absorbent les gaz à effet de serre dans l'atmosphère. Pour limiter le réchauffement climatique à moins de 1,5 °C avec une forte probabilité de réussite, les émissions mondiales de gaz à effet de serre doivent être nulles d'ici 2050, ou d'ici 2070 avec un objectif de 2 °C. Cela nécessite des changements profonds et systémiques d'une ampleur sans précédent dans les domaines de l'énergie, des sols, des villes, des transports, des bâtiments et de l'industrie. Les scénarios qui limitent le réchauffement de la planète à 1,5 °C décrivent souvent l'atteinte d'émissions nettes négatives à un moment donné. Pour progresser vers un objectif de limitation du réchauffement à 2 °C, le Programme des Nations unies pour l'environnement estime qu'au cours de la prochaine décennie, les pays devront tripler les réductions auxquelles ils se sont engagés avec l'accord de Paris ; un niveau de réduction encore plus élevé est nécessaire pour atteindre l'objectif de 1,5 °C.
Bien qu'il n'existe pas de voie unique pour limiter le réchauffement de la planète à 1,5 °C ou 2,0 °C, la plupart des scénarios et des stratégies prévoient une augmentation importante de l'utilisation des énergies renouvelables associée à des mesures d'efficacité énergétique accrues pour générer les réductions de gaz à effet de serre nécessaires. Pour réduire les pressions sur les écosystèmes et améliorer leurs capacités de séquestration du carbone, des changements seraient également nécessaires dans des secteurs tels que la foresterie et l'agriculture.
D'autres approches de l'atténuation du changement climatique comportent un niveau de risque plus élevé. Les scénarios qui limitent le réchauffement de la planète à 1,5 °C prévoient généralement l'utilisation à grande échelle de méthodes d'élimination du dioxyde de carbone au cours du XXIe siècle,, mais la dépendance excessive à l'égard de ces technologies, ainsi que leurs éventuelles répercussions sur l'environnement, suscitent des inquiétudes,. Les méthodes de gestion du rayonnement solaire ont également été étudiées comme un complément possible aux réductions importantes des émissions. Cependant, cette technique soulèverait d'importantes questions éthiques et juridiques, et les risques sont mal compris.

#### Énergie décarbonée

Le charbon, le pétrole et le gaz naturel restent les principales sources d'énergie mondiales, même si les énergies renouvelables ont commencé à augmenter rapidement.

Les secteurs économiques qui contribuent le plus aux émissions de gaz à effet de serre ont un plus grand intérêt dans les politiques de changement climatique.

En 2019, les combustibles fossiles représentent encore 85 % de l'énergie primaire consommée au niveau mondial, tandis que la part restante est répartie entre l'énergie nucléaire, la biomasse traditionnelle et les énergies renouvelables. La proportion d'énergie fossile consommée n'a pas diminué au niveau mondial entre 2009 et 2021, même si cette proportion devrait changer de manière significative au cours des 30 années suivantes,,.
Les scénarios de décarbonisation à long terme prévoient des investissements rapides et importants dans les énergies renouvelables, qui comprennent l'énergie solaire et éolienne, la bioénergie, la géothermie et l'hydroélectricité. Le solaire et l'éolien ont connu une croissance et des progrès importants au cours des années 2000-2020 ; le solaire photovoltaïque et l'éolien terrestre sont les formes les moins coûteuses d'ajout de nouvelles capacités de production d'électricité dans la plupart des pays,. Les énergies renouvelables représentent 80 % des projets de production d'électricité installés en 2020, le solaire et l'éolien constituant la quasi-totalité de cette quantité. Pendant ce temps, les coûts de l'énergie nucléaire ont augmenté, même si selon l'Agence internationale de l'énergie le coût actualisé du nucléaire par mégawatt-heure produit est en 2020 du même ordre de grandeur que celui des énergies renouvelables. Le GIEC prévoit une augmentation de la part de l'énergie nucléaire dans l'énergie primaire mondiale dans ses quatre scénarios de décarbonation.
Pour atteindre la neutralité carbone d'ici 2050, les énergies renouvelables devraient devenir la forme dominante de production d'électricité, atteignant 85 % ou plus dans certains scénarios. L'utilisation de l'électricité pour d'autres besoins, tels que le chauffage, augmenterait au point que l'électricité deviendrait la plus grande forme d'approvisionnement énergétique global,. Les investissements dans le charbon seraient éliminés et son utilisation presque supprimée d'ici 2050,.
Dans le domaine des transports, les scénarios envisagent une forte augmentation de la part de marché des véhicules électriques et le remplacement des carburants à faible teneur en carbone par d'autres modes de transport comme le transport maritime,. Le chauffage des bâtiments serait de plus en plus décarboné grâce à des technologies comme les pompes à chaleur,.
Le développement rapide et continu des énergies renouvelables bute sur des obstacles. Pour l'énergie solaire et l'énergie éolienne, un défi majeur est leur intermittence et leur variabilité saisonnière. Traditionnellement, les barrages hydroélectriques avec réservoirs et les centrales électriques classiques sont utilisés lorsque la production d'énergie variable est faible. L’intermittence pourrait être contrée par la flexibilité de la demande et par le développement du stockage en batterie et de la transmission sur de longues distances afin de lisser la variabilité de la production renouvelable sur des zones géographiques plus étendues,,. Certains problèmes environnementaux et d'utilisation des terres ont été associés à de grands projets solaires et éoliens, tandis que la bioénergie n'est souvent pas neutre en carbone et peut avoir des conséquences négatives sur la sécurité alimentaire. La croissance de l'hydroélectricité ralentit et devrait continuer à décliner en raison des préoccupations relatives à ses effets sociaux et environnementaux.
Les énergies à faible émission de carbone améliorent la santé humaine en minimisant le changement climatique et ont l'avantage à court terme de réduire les décès dus à la pollution atmosphérique,, qui étaient estimés à sept millions par an en 2016,. Le respect des objectifs de l'Accord de Paris qui limitent le réchauffement à une augmentation de 2 °C pourrait sauver environ un million de ces vies par an d'ici 2050, tandis que la limitation du réchauffement à 1,5 °C pourrait en sauver des millions et simultanément accroître la sécurité énergétique et réduire la pauvreté,,.

#### Efficacité énergétique
La réduction de la demande d'énergie est une autre caractéristique majeure des scénarios et des plans de décarbonisation. Outre la réduction directe des émissions, les mesures de réduction de la demande d'énergie offrent une plus grande flexibilité pour le développement des énergies à faible teneur en carbone, facilitent la gestion du réseau électrique et minimisent le développement des infrastructures à forte intensité de carbone,. Au cours des prochaines décennies, les investissements dans l'efficacité énergétique devront augmenter de manière significative pour réaliser ces réductions, comparables au niveau d'investissement prévu dans les énergies renouvelables. Cependant, plusieurs changements liés à la pandémie de Covid-19 rendent les prévisions dans les modèles d'utilisation de l'énergie, les investissements dans l'efficacité énergétique et le financement plus difficiles et incertaines.
Les stratégies d'efficacité pour réduire la demande d'énergie varient selon les secteurs. Dans le secteur des transports, il est possible de réaliser des gains en faisant passer les passagers et les marchandises à des modes de transport plus efficaces, tels que les bus et les trains, et en augmentant l'utilisation de véhicules électriques. Dans le secteur du bâtiment, l'accent est mis sur une meilleure conception des nouveaux bâtiments et sur l'intégration de niveaux plus élevés d'efficacité énergétique dans les techniques de modernisation des structures existantes. Outre la décarbonisation de l'énergie, l'utilisation de technologies telles que les pompes à chaleur peut également accroître l'efficacité énergétique des bâtiments.

#### Agriculture et industrie
L'agriculture et la sylviculture sont confrontées à un triple défi : limiter les émissions de gaz à effet de serre, empêcher la poursuite de la conversion des forêts en terres agricoles et répondre à l'augmentation de la demande alimentaire mondiale. Un ensemble d'actions pourrait réduire les émissions de gaz à effet de serre liées à l'agriculture et à la sylviculture de 66 % par rapport aux niveaux de 2010 en réduisant la croissance de la demande de denrées alimentaires et d'autres produits agricoles, en augmentant la productivité des terres, en protégeant et en restaurant les forêts et en réduisant les émissions de gaz à effet de serre provenant de la production agricole.
Outre les mesures de réduction de la demande industrielle, la production d'acier et de ciment, qui est responsable à elle seule d'environ 13 % des émissions industrielles de CO2, présentent des défis particuliers. Dans ces industries, les matériaux à forte intensité de carbone tels que le coke et la chaux jouent un rôle essentiel dans le processus de production. La réduction des émissions de CO2 nécessite des efforts de recherche visant à décarboniser la chimie de ces processus.

#### Séquestration du carbone

La plupart des émissions de ont été absorbées par les puits de carbone, notamment la croissance des plantes, l'absorption par les sols et l'absorption par les océans (bilan carbone mondial 2020).

Les puits de carbone naturels peuvent être améliorés pour séquestrer des quantités de CO2,. Le reboisement et la plantation d'arbres sur des terres non forestières comptent parmi les techniques de piégeage les plus avancées, bien qu'elles soulèvent des problèmes de sécurité alimentaire. Le piégeage du carbone dans le sol et dans les zones côtières sont des options moins bien comprises. La faisabilité des méthodes d'atténuation des émissions négatives sur les terres est incertaine dans les modèles ; le GIEC a qualifié de risquées les stratégies d'atténuation basées sur ces méthodes.
Lorsque la production d'énergie ou les industries lourdes à forte émissions de CO2 continuent de produire des gaz à effet de serre, ces derniers peuvent être capturés et stockés au lieu d'être rejeté dans l'atmosphère. Bien que son utilisation actuelle soit limitée en taille et coûteuse,,, le captage et le stockage du carbone (CSC) pourraient jouer un rôle important dans la limitation des émissions de CO2 d'ici le milieu du XXIe siècle. La bioénergie avec captage et stockage de dioxyde de carbone (BECCS) utilise cette technique et peut donner lieu à des émissions nettes négatives, c'est-à-dire que la quantité de gaz à effet de serre libérée dans l'atmosphère est inférieure à la quantité séquestrée ou stockée dans le combustible bioénergétique cultivé,. Il n'est pas certain que les techniques d'élimination du dioxyde de carbone, telles que le BECCS, puissent jouer un rôle important dans la limitation du réchauffement à +1,5 °C, et les décisions politiques fondées sur l'élimination du dioxyde de carbone augmentent le risque que le réchauffement de la planète dépasse les objectifs internationaux.

### Adaptation
L'adaptation est « le processus d'ajustement aux changements actuels ou prévus du climat et de ses effets ». Les effets négatifs du changement climatique sur les sociétés humaines, les êtres vivants et leur environnement sont déjà observables. Même dans l'hypothèse d'une atténuation des émissions de gaz à effet de serre et du changement climatique, beaucoup vont inévitablement empirer pendant au moins quelques décennies, pour tous les scénarios modélisés. Pour en limiter les conséquences, il est nécessaire de s'y adapter. Sans mesures d'atténuation supplémentaires, le niveau actuel d'adaptation ne peut pas éviter le risque d'effets « graves, généralisés et irréversibles ».
Un changement climatique plus important nécessite une adaptation plus transformatrice, qui peut être d'un coût démesuré selon les analyses coûts-bénéfices de modèles intégrés[source secondaire souhaitée]. En 2006, le rapport Stern, au Royaume-Uni, a évalué que le coût des conséquences du changement climatique, en cas d'inaction, serait 5 à 20 fois supérieur au coût des investissements nécessaires à l'adaptation et à l'atténuation. En 2022, le GIEC confirme (avec un niveau de confiance « moyen ») que le coût global de la limitation du réchauffement à +2 °C au cours du XXIe siècle est inférieur aux bénéfices économiques globaux de la réduction du réchauffement, mais précise que ce ne serait pas le cas dans quelques modélisations parmi les moins probables (notamment pour les scénarios menant aux plus bas niveaux de dommages climatiques) et selon le taux d'actualisation utilisé, et que les éléments de preuve sont trop faibles dans le cas d'une limitation du réchauffement à +1,5 °C.
La capacité et le potentiel d'adaptation de l'homme sont répartis de manière inégale entre les régions et populations, les pays en développement en ont généralement moins. Les deux premières décennies du 21e siècle ont vu une augmentation de la capacité d'adaptation dans la plupart des pays à revenu faible et intermédiaire, avec un meilleur accès à l'assainissement de base et à l'électricité, mais les progrès sont lents. De nombreux pays ont mis en œuvre des politiques d'adaptation. Cependant, un écart considérable subsiste entre les financements nécessaires et les financements disponibles.
L'adaptation à l'élévation du niveau de la mer consiste à éviter les zones à risque, à apprendre à vivre avec une augmentation des inondations, à se protéger et, si nécessaire, à l'option plus transformatrice de la retraite contrôlée. Des obstacles économiques s'opposent à la modération de l'impact dangereux de la chaleur : il n'est pas possible pour tout le monde d'éviter les travaux pénibles ou d'utiliser une climatisation privée. Dans le domaine de l'agriculture, les options d'adaptation comprennent le passage à des régimes alimentaires plus durables, la diversification, la lutte contre l'érosion et les améliorations génétiques pour une meilleure tolérance au changement climatique. Une assurance permet de partager les risques, mais elle est souvent difficile à obtenir pour les personnes à faibles revenus. L'éducation, la migration et des systèmes d'alerte peuvent réduire la vulnérabilité au climat.
Les écosystèmes s'adaptent au changement climatique, un processus qui peut être soutenu par l'intervention humaine. Les réponses possibles comprennent l'augmentation de la connectivité entre les écosystèmes, permettant aux espèces de migrer vers des conditions climatiques plus favorables et la relocalisation des espèces. La protection et la restauration des zones naturelles et semi-naturelles contribuent à renforcer la résilience, ce qui facilite l'adaptation des écosystèmes. Bon nombre des actions qui favorisent l'adaptation des écosystèmes aident également les humains à s'adapter par le biais de l’adaptation fondée sur les écosystèmes. Par exemple, la restauration des régimes naturels d'incendie rend les incendies catastrophiques moins probables et réduit l'exposition humaine. Donner plus d'espace aux rivières permet de stocker davantage d'eau dans le système naturel, ce qui réduit les risques d'inondation. Les forêts restaurées agissent comme un puits de carbone, mais la plantation d'arbres dans des régions inadaptées peut exacerber les impacts climatiques.
Il existe certaines synergies et certains compromis entre l'adaptation et l'atténuation. Les mesures d'adaptation offrent souvent des avantages à court terme, tandis que l'atténuation présente des avantages à plus long terme. L'utilisation accrue de la climatisation permet aux gens de mieux faire face à la chaleur, mais augmente la demande d'énergie. Le développement urbain compact peut entraîner une réduction des émissions dues au transport et à la construction. Simultanément, il peut augmenter l'effet d'îlot de chaleur urbain, entraînant des températures plus élevées et une exposition accrue.

## Politiques et mesures politiques

L'indice de performance en matière de changement climatique classe les pays en fonction des émissions de gaz à effet de serre (40 % du score), des énergies renouvelables (20 %), de la consommation d'énergie (20 %) et de la politique climatique (20 %).
Haut
Moyen
Bas
Très bas

Les pays les plus vulnérables au changement climatique sont généralement responsables d'une faible part des émissions mondiales, ce qui soulève des questions de justice et d'équité. Le changement climatique est fortement lié au développement durable. Limiter le réchauffement de la planète permet d'atteindre plus facilement les objectifs de développement durable, tels que l'éradication de la pauvreté et la réduction des inégalités. Le lien entre les deux est reconnu dans l'objectif 13 du développement durable, qui consiste à « prendre des mesures urgentes pour lutter contre le changement climatique et ses effets ». Les objectifs relatifs à l'alimentation, à l'eau potable et à la protection des écosystèmes présentent des synergies avec l'atténuation du changement climatique.
La géopolitique du changement climatique est complexe et est souvent considérée comme souffrant du problème du passager clandestin, ce qui veut dire que tous les pays bénéficient des mesures d'atténuation prises par d'autres pays, mais les pays individuels seraient perdants s'ils investissaient eux-mêmes dans une transition vers une économie à faible émission de carbone. Ce point de vue a été contesté. Par exemple, les avantages sur le plan de la santé publique et des améliorations environnementales locales de l'élimination progressive du charbon dépassent les coûts dans presque toutes les régions. Un autre argument contre ce cadre est que les importateurs nets de combustibles fossiles gagnent économiquement à la transition, ce qui fait que les exportateurs nets sont confrontés à des actifs irrécupérables : des combustibles fossiles qu'ils ne peuvent pas vendre.

### Options stratégiques
Un large éventail de politiques, de réglementations et de lois sont utilisées pour réduire les gaz à effet de serre. Les mécanismes de tarification du carbone comprennent les taxes sur le carbone et les systèmes d'échange de droits d'émission,. En 2021, la tarification du carbone couvre environ 21,5 % des émissions mondiales de gaz à effet de serre. Les subventions directes aux combustibles fossiles dans le monde ont atteint 319 milliards de dollars en 2017, et 5 200 milliards de dollars si l'on tient compte des coûts indirects tels que la pollution atmosphérique. Leur suppression peut entraîner une réduction de 28 % des émissions mondiales de dioxyde de carbone et une réduction de 46 % des décès dus à la pollution atmosphérique. Les subventions pourraient également être réorientées pour soutenir la transition vers les énergies durables. Les méthodes plus normatives qui peuvent réduire les gaz à effet de serre comprennent les normes d'efficacité des véhicules, les normes sur les carburants renouvelables et les réglementations sur la pollution atmosphérique pour l'industrie lourde,. Les standards sur les taux d'énergies renouvelables ont été adoptées dans plusieurs pays, obligeant les services publics à augmenter le pourcentage d'électricité qu'ils produisent à partir de sources renouvelables,.
Au fur et à mesure que l'utilisation des combustibles fossiles est réduite, des considérations de transition juste impliquent les défis sociaux et économiques se présentant. Les considérations de justice climatique, telles que celles auxquelles sont confrontées les peuples autochtones de l'Arctique,, constituent un autre aspect important des politiques d'atténuation.

### Accords internationaux sur le climat

Depuis 2000, l'augmentation des émissions de en Chine et dans le reste du monde a dépassé la production des États-Unis et de l'Europe.

Par personne, les États-Unis génèrent du à un rythme bien plus rapide que les autres régions.

La quasi-totalité des pays du monde ont participé à la convention-cadre des Nations unies sur les changements climatiques (CCNUCC) de 1994. L'objectif de la CCNUCC est de prévenir toute interférence humaine dangereuse avec le système climatique. Comme indiqué dans la convention, il faut pour cela que les concentrations de gaz à effet de serre soient stabilisées dans l'atmosphère à un niveau permettant aux écosystèmes de s'adapter naturellement aux changements climatiques, que la production alimentaire ne soit pas menacée et que le développement économique puisse être soutenu. Les émissions mondiales ont augmenté depuis la signature de la CCNUCC, qui ne limite pas réellement les émissions mais fournit plutôt un cadre pour les protocoles qui le font. Ses conférences annuelles sont le théâtre de négociations mondiales.
Le protocole de Kyoto de 1997 a étendu la CCNUCC et a inclus des engagements juridiquement contraignants pour la plupart des pays développés afin de limiter leurs émissions,. Au cours des négociations du protocole de Kyoto, le Groupe des 77, ou G77 (représentant les pays en développement) a fait pression pour obtenir un mandat exigeant des pays développés qu'ils « prennent les devants » de la réduction de leurs émissions,, étant donné que les pays développés contribuent le plus à l'accumulation de gaz à effet de serre dans l'atmosphère, que les émissions par habitant sont encore relativement faibles dans les pays en développement et que les émissions de ces derniers augmenteront pour répondre à leurs besoins de développement.
L'accord de Copenhague de 2009 a largement été décrit comme décevant en raison de la faiblesse de ses objectifs, et a été rejeté par les nations les plus pauvres, y compris le G77,,,. Les parties associées avaient pour objectif de limiter l'augmentation de la température moyenne mondiale à moins de 2 °C. L'accord a fixé l'objectif d'envoyer 100 milliards de dollars par an aux pays en développement sous forme d'aide à l'atténuation et à l'adaptation d'ici à 2020, et a proposé la création du Fonds vert pour le climat. En 2020, le fonds n'a pas atteint l'objectif prévu et risque de voir son financement diminuer.
En 2015, tous les pays de l'Organisation des Nations unies (ONU) ont négocié l'accord de Paris, qui vise à maintenir le réchauffement de la planète bien en deçà de 2 °C et propose un objectif ambitieux de maintien du réchauffement sous la barre des 1,5 °C. Contrairement à Kyoto, aucun objectif d'émission contraignant n'a été fixé dans l'accord de Paris. Au lieu de cela, la procédure consistant à fixer régulièrement des objectifs de plus en plus ambitieux et à réévaluer ces objectifs tous les cinq ans a été rendue obligatoire,. L'Accord de Paris a réaffirmé que les pays en développement doivent être soutenus financièrement. En février 2021, 194 États et l'Union européenne ont signé le traité et 188 États et l'UE ont ratifié l'accord ou y ont adhéré,.
Le protocole de Montréal de 1987, un accord international visant à arrêter l'émission de gaz appauvrissant la couche d'ozone, a peut-être été plus efficace pour freiner les émissions de gaz à effet de serre que le protocole de Kyoto spécifiquement conçu à cet effet. L'accord de Kigali de 2016, issu d'une des réunions des parties au protocole de Montréal, vise à réduire les émissions d'hydrofluorocarbures, un groupe de puissants gaz à effet de serre qui a servi à remplacer les gaz appauvrissant la couche d'ozone interdits. Cet amendement fait du Protocole de Montréal un accord plus solide contre le changement climatique.

### Réponses nationales
En 2019, le parlement du Royaume-Uni est devenu le premier gouvernement national au monde à déclarer officiellement une urgence climatique,. D'autres pays et juridictions lui ont emboîté le pas. En novembre 2019, le Parlement européen a déclaré une « urgence climatique et environnementale », et la Commission européenne a présenté son Pacte vert pour l'Europe dans le but de rendre l'UE neutre en carbone d'ici 2050. Les principaux pays d'Asie ont fait des promesses similaires : La Corée du Sud et le Japon se sont engagés à devenir neutres en carbone d'ici 2050, et la Chine d'ici 2060.
En 2021, la convention-cadre des Nations unies sur les changements climatiques prévoit, sur la base des informations fournies par 48 contributions déterminées au niveau national représentant 40 % des parties à l'accord de Paris, qu'à l'horizon 2030 les émissions totales de gaz à effet de serre seront inférieures de seulement 0,5 % à leurs niveaux de 2010, bien loin des objectifs de réduction de 45 % ou de 25 % qui permettraient de limiter le réchauffement climatique respectivement à 1,5 °C et à 2 °C,.

### Accords bilatéraux
Le 10 novembre 2023, le Premier ministre tuvaluan Kausea Natano signe avec le Premier ministre australien Anthony Albanese le traité de l'Union falepili. Par celui-ci, en réponse au réchauffement climatique, l'Australie permet à tout citoyen tuvaluan d'émigrer en Australie et d'y bénéficier pleinement de droits sociaux, avec un quota de 280 migrants par an. L'Australie s'engage à aider les Tuvalu à s'adapter au réchauffement climatique, notamment en construisant de nouvelles terres suffisamment au-dessus du niveau de la mer à Funafuti. Enfin, l'Australie se rend garante de la sécurité intérieure et de la défense des Tuvalu, les Tuvalu s'engageant en retour à ne signer aucun accord de sécurité et de défense avec un pays tiers sans l'accord de l'Australie.

## Consensus scientifique et société

### Consensus scientifique

Les enquêtes sur l'opinion des scientifiques sur le changement climatique parmi les experts du climat (2010-2015) reflètent que le niveau de consensus est en corrélation avec l'expertise en science du climat.

Il existe un très large consensus scientifique sur le fait que les températures à la surface du globe ont augmenté au cours des dernières décennies et que cette tendance est principalement causée par les émissions de gaz à effet de serre d'origine humaine. En 2016, 90 à 100 % des chercheurs en climatologie étant d'accord,(selon la question exacte, le moment et la méthode d'échantillonnage). En 2019, le consensus est passé à 100 % parmi les chercheurs en climatologie. Aucun organisme scientifique national ou international n'est en désaccord avec cette affirmation,,.
La discussion scientifique a lieu dans des articles de journaux qui sont examinés par des pairs. Une synthèse des publications en climatologie est réalisée par le Groupe d'experts intergouvernemental sur l'évolution du climat (GIEC), qui publie un rapport de synthèse environ tous les sept ans. En 2013, le cinquième rapport d'évaluation du GIEC déclare : « il est extrêmement probable que l'influence humaine a été la cause dominante du réchauffement observé depuis le milieu du XXe siècle ». Leur rapport de 2018 exprime le consensus scientifique comme suit : « l'influence humaine sur le climat est la cause dominante du réchauffement observé depuis le milieu du XXe siècle ». Le rapport du GIEC de 2021 conclut que : « Il est sans équivoque que l'influence humaine a réchauffé l'atmosphère, l’océan et les terres. Des changements généralisés et rapides se sont produits dans l'atmosphère, l’océan, la cryosphère et la biosphère. »
Parmi les scientifiques, un consensus s'est également développé sur le fait qu'une certaine forme d'action devrait être prise pour protéger les populations contre les conséquences du changement climatique. Les académies nationales des sciences ont ainsi appelé les dirigeants mondiaux à réduire les émissions mondiales. Les scientifiques ont émis deux avertissements à l'humanité, en 2017 et 2019, exprimant leur inquiétude quant à la trajectoire actuelle d'un changement climatique potentiellement catastrophique et aux souffrances humaines innombrables qui en découleraient,,.

### Opinion publique

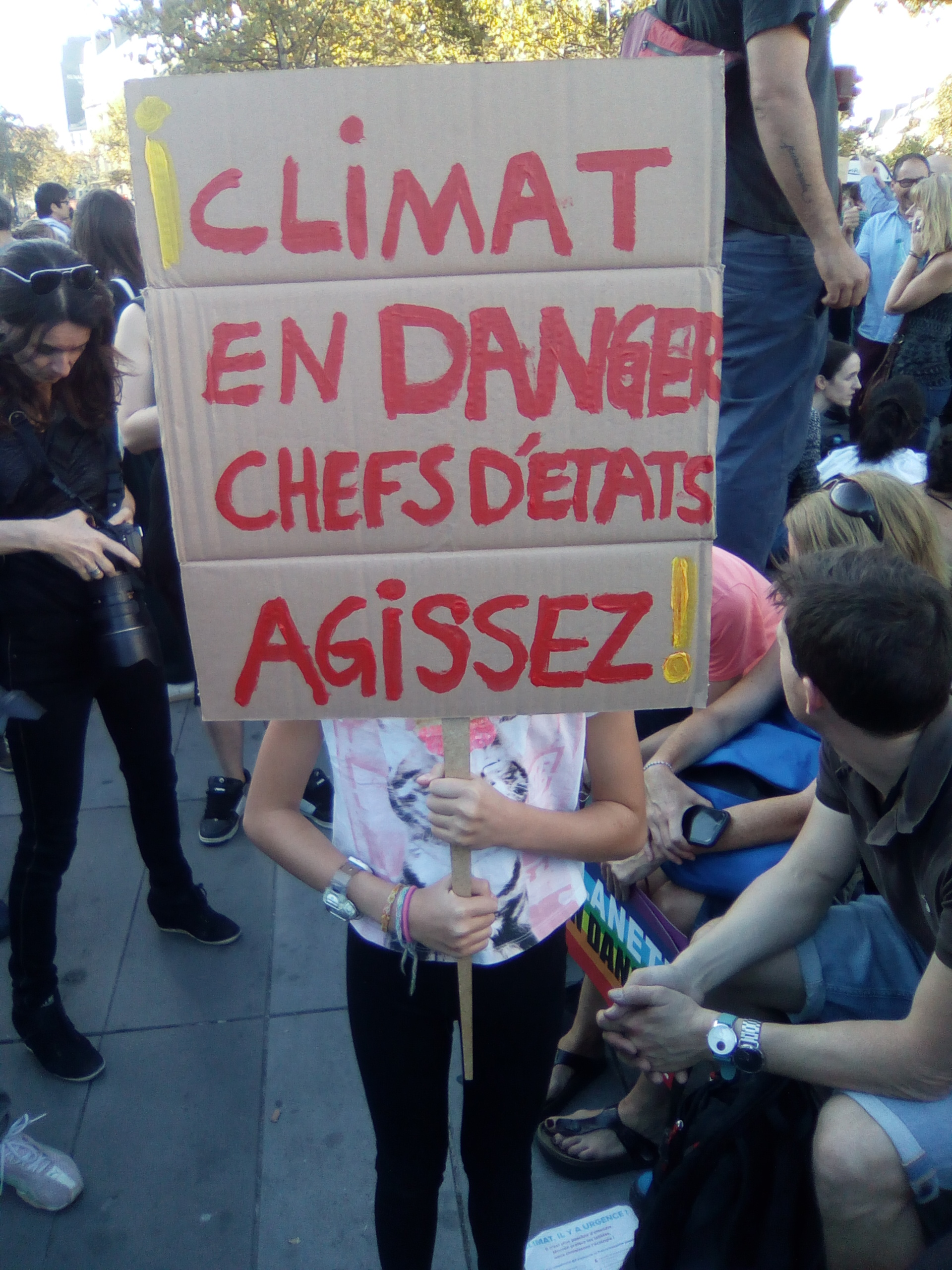
Une enfant tenant une pancarte lors de la marche pour le climat à Paris, le 8 septembre 2018.

Le changement climatique attire l'attention du public international dès la fin des années 1980. En raison d'une couverture médiatique confuse au début des années 1990, la compréhension du réchauffement climatique a souvent été brouillée avec d'autres problèmes environnementaux comme la destruction de la couche d'ozone,. Dans la culture populaire (en), le premier film à toucher un public de masse sur le sujet a été Le jour d'après en 2004, suivi quelques années plus tard par le documentaire d'Al Gore Une vérité qui dérange. Les livres, récits et films sur le changement climatique relèvent du genre de la climate fiction.
Des différences régionales significatives existent à la fois dans la préoccupation du public et dans sa compréhension du changement climatique. En 2015, une médiane de 54 % des personnes interrogées considéraient qu'il s'agissait d'un « problème très grave », mais les Américains et les Chinois (dont les économies sont responsables des plus grandes émissions annuelles de CO2) étaient parmi les moins préoccupés. Une enquête de 2018 a relevé une préoccupation accrue à l'échelle mondiale sur la question par rapport à 2013 dans la plupart des pays. Les personnes plus instruites et, dans certains pays, les femmes et les jeunes seraient plus susceptibles de considérer le changement climatique comme une menace sérieuse.

#### Déni et désinformation
Le débat public sur le sujet est fortement affecté par le déni du changement climatique et la désinformation, qui ont pris naissance aux États-Unis et se sont depuis répandus dans d'autres pays, notamment au Canada et en Australie. Les acteurs à l'origine de ce déni forment une coalition bien financée et relativement coordonnée de sociétés de combustibles fossiles, de groupes industriels, de groupes de réflexion conservateurs et de scientifiques anticonformistes,. Comme l'industrie du tabac avant eux (en), la principale stratégie de ces groupes a été de semer le doute sur les données et les résultats scientifiques,. Beaucoup de ceux qui nient, rejettent ou ont des doutes injustifiés sur le consensus scientifique concernant le changement climatique anthropique sont étiquetés comme « sceptiques du changement climatique » ou « climatosceptiques », ce qui, selon plusieurs scientifiques, est une erreur d'appellation.
Il existe différentes variantes du déni climatique : certains nient tout réchauffement, d'autres reconnaissent le réchauffement mais l'attribuent à des influences naturelles, d'autres encore minimisent ses conséquences. La fabrication de l'incertitude sur la science s'est ensuite transformée en une controverse fabriquée : créer la croyance qu'il existe une incertitude significative sur le changement climatique au sein de la communauté scientifique afin de retarder les changements de politique. Les stratégies visant à promouvoir ces idées utilisent aussi la critique des institutions scientifiques et la remise en question des motivations des scientifiques individuels. Une chambre d'écho de blogs et de médias négationnistes renforce encore l'incompréhension du changement climatique.

#### Protestations et litiges
Les protestations contre le changement climatique ont gagné en popularité dans les années 2010 sous la forme de manifestations publiques, de désinvestissement des énergies fossiles et de poursuites judiciaires. Dans le cadre de la grève étudiante pour le climat, des jeunes du monde entier ont protesté en séchant les cours, inspirés par la Suédoise Greta Thunberg, qui était alors adolescente,. Des actions de désobéissance civile de masse menées par des groupes comme Extinction Rebellion ont protesté en provoquant des perturbations.
Les litiges sont de plus en plus utilisés comme outil pour renforcer l'action climatique, de nombreuses poursuites visant les gouvernements pour exiger qu'ils prennent des mesures ambitieuses ou qu'ils appliquent les lois existantes concernant le changement climatique. Les poursuites contre les entreprises de combustibles fossiles, de la part de militants, d'actionnaires et d'investisseurs, visent généralement à obtenir une compensation pour les pertes et les dommages causés par le réchauffement climatique. Le 23 juillet 2025, la Cour internationale de Justice rend un avis consultatif affirmant explicitement que les États ont l'obligation légale d'agir pour stopper le réchauffement climatique et que s'ils ne s'acquittent pas de cette obligation, d'autres États peuvent les poursuivre. Cette obligation inclut notamment le respect de leurs engagements dans les accords internationaux auxquels ils sont parties, tels que l'Accord de Paris sur le climat de 2015.

## Découverte

Le spectrophotomètre de John Tyndall (dessin de 1861) mesure la quantité de rayonnement infrarouge absorbée et émise par différents gaz remplissant son tube central.

Pour expliquer pourquoi la température de la Terre est plus élevée que prévu en ne considérant que le rayonnement solaire entrant, Joseph Fourier propose l'existence d'un effet de serre. L'énergie solaire atteint la surface car l'atmosphère est transparente au rayonnement solaire. La surface réchauffée émet un rayonnement infrarouge, mais l'atmosphère est relativement opaque à celui-ci et ralentit l'émission d'énergie, ce qui réchauffe la planète. En 1856, Eunice Newton Foote fait des expériences en utilisant des cylindres de verre remplis de différents gaz chauffés par la lumière du soleil, mais son appareil ne peut pas distinguer l'effet de serre infrarouge. Elle constate que l'air humide se réchauffe plus que l'air sec et que le CO2 se réchauffe le plus. Elle en conclut donc que des niveaux plus élevés de ce gaz dans le passé auraient fait augmenter les températures,. Dès 1859, John Tyndall établit que l'azote et l'oxygène (99 % de l'air sec) sont transparents aux infrarouges, mais que la vapeur d'eau et les traces de certains gaz (notamment le méthane et le dioxyde de carbone) absorbent les infrarouges et, lorsqu'ils sont réchauffés, émettent un rayonnement infrarouge. La modification des concentrations de ces gaz pourrait avoir provoqué « toutes les mutations du climat que les recherches des géologues révèlent », y compris les périodes glaciaires,

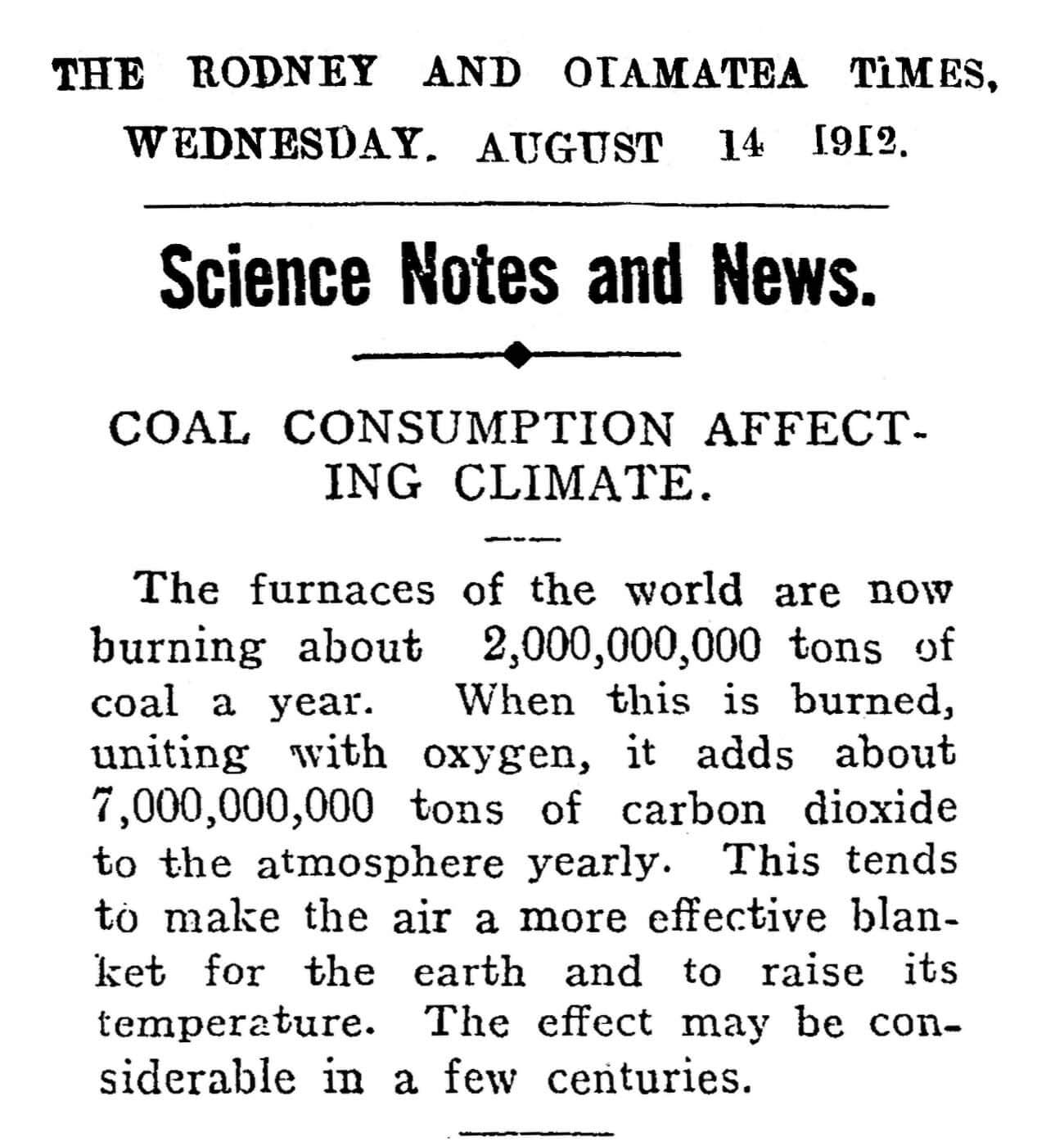
Article de journal néo-zélandais (publié le 14 août 1912) décrivant les principes du réchauffement climatique.

Svante August Arrhenius remarque que la vapeur d'eau dans l'air varie continuellement, mais que le taux de dioxyde de carbone (CO2) est déterminé par des processus géologiques sur le long terme. À la fin d'une période glaciaire, le réchauffement dû à l'augmentation du CO2 augmenterait ainsi la quantité de vapeur d'eau, amplifiant son effet dans un processus rétroactif. En 1896, il publie le premier modèle climatique de ce type, montrant qu'une réduction de moitié du CO2 aurait pu provoquer la chute de température à l'origine de la période glaciaire. Arrhenius a calculé que l'augmentation de température attendue d'un doublement du CO2 d'environ 5 à 6 °C. D'autres scientifiques sont initialement sceptiques et pensent que l'effet de serre était saturé et que l'ajout de CO2 ne ferait aucune différence. Ils pensent alors que le climat s'autorégulerait,. À partir de 1938, Guy Stewart Callendar publie des preuves que le climat se réchauffe et que les niveaux de CO2 augmentent,, mais ses calculs rencontrent les mêmes objections,.
Dans les années 1950, Gilbert Plass crée un modèle informatique détaillé qui inclut différentes couches atmosphériques et le spectre infrarouge et constate que l'augmentation des niveaux de CO2 entraînerait un réchauffement. Au cours de la même décennie, Hans Suess trouve des preuves que les niveaux de CO2 a augmenté, Roger Revelle montre que les océans n'absorberaient pas cette augmentation et, ensemble, ils aident Charles David Keeling à établir un historique de l'augmentation continue, appelé la courbe de Keeling,. Le public est dès lors alerté, et les dangers sont soulignés lors du témoignage de James Hansen au Congrès en 1988. Le Groupe d'experts intergouvernemental sur l'évolution du climat est créé en 1988 pour fournir des conseils officiels aux gouvernements du monde entier et donner une impulsion à la recherche interdisciplinaire.